# Marcelo Mota de Macedo
Marcelo Mota de Macedo, mais conhecido como Marcelo Cabral (Amajari, 22 de março de 1976), é um economista e político brasileiro filiado ao CIDADANIA.

## Biografia
Nascido em Amajari na época em que esta localidade pertencia ao município de Boa Vista e bacharel em economia, Marcelo Cabral pertence a uma família politicamente influente no contemporâneo município de Amajari, sendo irmão de Rodrigo Cabral, prefeito daquele município de 2009 a 2012, pelo PPS, após eleição suplementar em que foi cassado o eleito em 2008, e cunhado de Núbia Costa Lima, prefeita municipal de Amajari desde 2021 pelo MDB.
Marcelo estreou na carreira política ao ser nomeado, em 2005, no cargo público de secretário municipal de Assuntos Indígenas da Prefeitura de Boa Vista, durante a gestão da prefeita Teresa Surita.
Desde então vem exercendo o cargo de deputado estadual na Assembleia Legislativa de Roraima (AL-RR) desde 2007, após ser eleito durante as eleições de 2006 pelo Partido Popular Socialista (PPS).
Na atual legislatura (2023-2026), ele ocupa o cargo de Vice-Presidente da AL-RR.
Desde julho de 2024, Marcelo Cabral exerce o cargo partidário de presidente da Federação dos partidos Cidadania e PSDB no estado de Roraima (Federação PSDB Cidadania).